# Claudia Sulewski
Claudia Sulewski (Chicago, 19 de fevereiro de 1996) é uma atriz norte-americana-polonesa. É conhecida pelos seus papéis como Emma em The Commute, Nicki Sullivan em T@gged e Skylar em Versus. Continuou a sua carreira de atriz, estreando-se no filme de comédia I Love My Dad.

## Biografia
Sulewski nasceu em Chicago, Illinois, filho de pais polacos Czesław Sulewski e Beata Krupińska. Foi criada em Park Ridge, um subúrbio de Chicago. Cresceu como católica e frequentava a escola polaca todos os sábados até ao 8º ano, que incluía aulas de religião. Tem dois irmãos, Marcin e Kevin.
Desde 2018 que Sulewski mantém uma relação com o músico Finneas O'Connell.